# Fred West
Frederik Walter Stephen West (Much Marcle, Herefordshire, Birmingham 29 september 1941 - 1 januari 1995) was een Engelse seriemoordenaar. Tussen 1967 en 1987 hebben hij en zijn vrouw Rosemary naar wordt gedacht ten minste twaalf jonge vrouwen gefolterd, verkracht en vermoord, waarvan de meesten in hun opeenvolgende woningen in Gloucester.
West zocht zijn slachtoffers vooral onder weinig opvallende vrouwen, omdat hun verdwijning niet zo snel veel aandacht van de politie zou trekken. De Wests vermoordden ook hun dochter Heather, maar de politie onderzocht haar verdwijning pas na zeven jaar.
West wachtte de rechtszaak niet af en pleegde zelfmoord in zijn cel in de Winson Green Prison.

## Arrestatie
De Wests liepen tegen de lamp in 1992. West verkrachtte zijn dertienjarige dochter, filmde het en verkrachtte haar daarna nog twee keer. Het meisje vertelde dit aan haar broers en zusters die het op hun beurt bespraken met vrienden op school. Op 6 augustus ging de politie over tot een onderzoek, wat leidde tot een initiële aanklacht tegen Fred op verdenking van twaalf moorden, met Rose als medeplichtige. Zij werd ook verdacht van kindermishandeling en de kinderen werden bij pleeggezinnen geplaatst. Het huis van de Wests werd in 1994 verder onderzocht en de tuin werd omgeploegd. Daarbij werden menselijke beenderen gevonden. Hierbij kwam de grote schaal van de zaak pas echt aan het licht.

## Meer slachtoffers
Hoewel er uitgegaan wordt van een minimaal aantal van twaalf slachtoffers, hebben de Wests er vermoedelijk meer gemaakt. Na zijn arrestatie bekende Fred tot aan dertig moorden, alleen zijn de vermeende lijken tot op heden niet gevonden. Verschillende experts gaan er niettemin van uit dat er wel degelijk meer doden zijn gevallen. Dit is voornamelijk omdat er tot dusver elf slachtoffers bekend zijn uit de eerste twaalf jaar van het moorddadige tijdperk van de Wests en maar één uit de laatste veertien jaar voor ze opgepakt werden.

## Veroordeling Rose
Rose West heeft nooit een bekentenis afgelegd. Waar Fred terecht moest staan voor elf moorden, werd zij verdacht van tien dodingen. Rose West werd in 1995 op het Crown Court in Winchester aan alle tien de aanklachten schuldig bevonden en veroordeeld tot een levenslange gevangenisstraf.
Het huis van de Wests - 25 Cromwell Street - werd in 1996 vernietigd, evenals het huis ernaast (nummer 23). Alle stenen werden verpulverd en al het houtwerk verbrand om souvenirjagers te ontmoedigen.

## In de media
- Freds tweede dochter Anne Marie West schreef haar verhaal op in het boek Out of the Shadows  (in het Nederlands uitgebracht als "Huis van de angst") . Zij werd jarenlang door haar vader en stiefmoeder mishandeld en seksueel misbruikt, nadat Fred haar echte moeder eerder al vermoordde. Op haar vijftiende ontsnapte Anne Marie uit het huis in Cromwell Street.
- Journalist Howard Sounes schreef het verhaal van de Wests in The Sunday Mirror (1994) en bracht in 1995 het boek Fred & Rose uit. Daarin doet hij een poging te herleiden wat er precies is gebeurd bij de Wests, ondersteund door interviews met vrienden en bekenden van het stel.